# Далиньш, Янис
Янис Далиньш (латыш. Jānis Dāliņš; 5 ноября 1904, Вольмар, Лифляндская губерния, Российская империя (ныне Валмиера, Латвия) — 11 июня 1978, Мельбурн, Австралия) — латвийский спортсмен-легкоатлет, который специализировался в спортивной ходьбе, чемпион Европы, серебряный призёр летних Олимпийских играх 1932 года в Лос-Анджелесе. Первый спортсмен, принёсший олимпийскую награду независимой Латвии.

## Биография
Дебютировал Янис Далиньш в спорте довольно поздно, в возрасте 22 лет. На удивление всех, 27 мая 1927 года он выиграл свои первые соревнования по ходьбе на дистанции 5 км у тогдашнего обладателя рекорда Латвии. Лишь несколько месяцев спустя Далиньш установил свой первый рекорд Латвии на дистанции 5 км. В 1929 году он принял участие в своих первых международных соревнованиях в Берлине. Когда 16 июня 1932 года в Риге на международных соревнованиях Далиньш установил свой первый мировой рекорд по ходьбе на дистанции 25 миль (3:32:26), зрители поднялись на ноги и исполнили гимн Латвии. Благодаря его международному успеху, спортивная ходьба стала очень популярной в Латвии. В Риге число болельщиков соревнований достигло рекордного числа — 16 000, в Валмиере — 8 000. Соревнования по ходьбе посещали президент Латвии, чиновники, генералы, промышленники, банкиры и другие, так как это стало хорошим тоном.
На летних Олимпийских играх 1932 года в Лос-Анджелесе он был одним из двух участников, которые представляли Латвию на спортивных соревнованиях. На этой Олимпиаде Далиньш в сильную жару впервые в жизни соревновался на дистанции 50 км и стал первым латвийским спортсменом, завоевавшим олимпийскую медаль для своей страны. Со временем 4:57:20 он получил серебряную награду, уступив более семи минут 38-летнему Томми Грину из Великобритании.
1 июня 1933 года в Риге Далиньш в соревнованиях по спортивной ходьбе установил четыре мировых рекорда: на 20 км (1:34:26,6), на 15 миль (1:56:09,8), на 25 км (2:00:45,9), и на 2 часа (24 843 м).
Его второй большой успех пришёл в 1934 году на первом чемпионате Европы по лёгкой атлетике в Турине, где он выиграл титул с большим отрывом от других участников. До 2006 года золото Далиньша оставалось единственным для латвийских легкоатлетов на чемпионатах Европы, пока лучшим в Гётеборге не стал барьерист Станислав Олияр.
В 1936 году он был фаворитом на берлинской Олимпиаде в соревнованиях по ходьбе на 50 км, и возглавлял гонку до 32 км, но вынужден был сойти с дистанции на 36 км из-за судороги в ноге.
После этого Далиньш вернулся к работе на своей ферме. Не один раз он отказывался от стартов за рубежом из-за работы. Янис планировал принять участие в Олимпиаде 1940 года в Хельсинки, которая была отменена в 1939 году вследствие Второй мировой войны.
В 1942 году он выиграл свой последний титул чемпиона Латвии уже во время немецкой оккупации. А в 1944 году вместе с семьёй бежал в Западную Германию, где в 1947 году выиграл свою последнюю гонку в Нюрнберге. В 1949 году Далиньш эмигрировал в Австралию, где работал плотником сначала в сельском городке Беналла, а затем в Мельбурне.
Умер Янис Далиньш 11 июня 1978 года, когда возвращался после 600-километровой поездки на рыбалку. Был похоронен на Мельбурнском кладбище, а 21 июня 1997 года его прах торжественно перезахоронен на городском кладбище в Валмиере..

## Награды и увековечение памяти
В 1932 году Президент Латвии наградил его орденом Трёх звёзд.
Во многих международных соревнованиях Далиньш получал награды за лучший стиль спортивной ходьбы. В его доме в Валмиере была специальная комната с завоёванными лавровыми венками, золотыми, серебряными, хрустальными и другими наградами, но самой ценной — по словам самого Далиньша — была награда президента Карлиса Улманиса. В 1944 году, покидая Латвию, Далиньш закопал все свои самые ценные призы и награды возле дома, где они были найдены только в 1993 году.
Ещё до восстановления независимости Латвии в 1991 году, стадион в его родном городе Валмиера, а также улица, которая проходит вдоль стадиона, были названы в его честь.
В 2006 году вошёл в список 100 великих латвийцев. В том же году новообразованная улица в Риге была названа в его честь.